# Cristina Laslo
Cristina Laslo (* 10. April 1996 in Cluj-Napoca) ist eine rumänische Handballspielerin.

## Karriere
Cristina Laslo begann das Handballspielen in ihrem Geburtsort bei CSȘ Viitorul Cluj. Im Jahre 2011 schloss sich die Rückraumspielerin Universitatea Cluj an, mit dessen Damenmannschaft sie später in der höchsten rumänischen Spielklasse auflief und an mehreren europäischen Pokalwettbewerben teilnahm. Ab dem Sommer 2017 stand sie beim montenegrinischen Spitzenverein ŽRK Budućnost Podgorica unter Vertrag. Mit Budućnost gewann sie 2018 und 2019 die montenegrinische Meisterschaft sowie den montenegrinischen Pokal. In der Saison 2019/20 lief sie für den rumänischen Erstligisten Corona Brașov auf. Anschließend schloss sich Laslo dem Ligakonkurrenten CS Minaur Baia Mare an. Seit dem Sommer 2022 steht Laslo beim rumänischen Erstligisten CS Gloria 2018 Bistrița-Năsăud unter Vertrag.
Laslo gewann im Jahre 2014 die Goldmedaille bei der U-18-Handball-Weltmeisterschaft und wurde zusätzlich in das All-Star-Team des Turniers gewählt. Zwei Jahre später errang sie bei der U-20-Weltmeisterschaft die Bronzemedaille und wurde erneut in das All-Star-Team gewählt. Im kleinen Finale erzielte sie 12 Treffer gegen Deutschland. Mittlerweile gehört sie dem Kader der rumänischen Nationalmannschaft an. Laslo nahm mit Rumänien an der Europameisterschaft 2016 teil. Bei der Weltmeisterschaft 2023, in deren Verlauf sie 16 Treffer erzielte, belegte sie mit Rumänien den zwölften Platz.